# 泓通控股
泓通控股有限公司 ，簡稱泓通控股，（英語：HONG TONG HOLDINGS LIMITED，港交所除牌時0290.HK），在2003年2月4日，從耀生行(集團)有限公司更名而來，也就是當時由韓明光主要股東。
業務當時經營證券業務，曾持有建築維修業務已終止。最後由陳達志把環保業務注入，於是在2004年，更名為中國環保電力控股有限公司，2008年11月3日，再次更名為中國富強金融集團有限公司至今。

## 連結
- 290.com.hk （页面存档备份，存于）